# 沼垂町
沼垂町（ぬったりまち）は、かつて新潟県中蒲原郡にあった町。1914年4月1日の新潟市への合併によって消滅し、現在は新潟市中央区と東区の一部となっている。かつての沼垂の区域は現在の中央区東地区と、東区山ノ下地区の区域にあたる。
以下の記述は合併直前当時の旧沼垂町に関しての記述であり、現在では名称等が異なる場合がある。なお、ここに記述されていない内容に関しては新潟市などの記事を参照。

## 概要
新潟町と共に信濃川河口に位置し、港町として栄えていた。市街地の中心部を流れる栗ノ木川（現栗ノ木バイパス）を挟んで東側の「東沼垂」には花街が形成され、芸妓がいたといわれている。

## 歴史

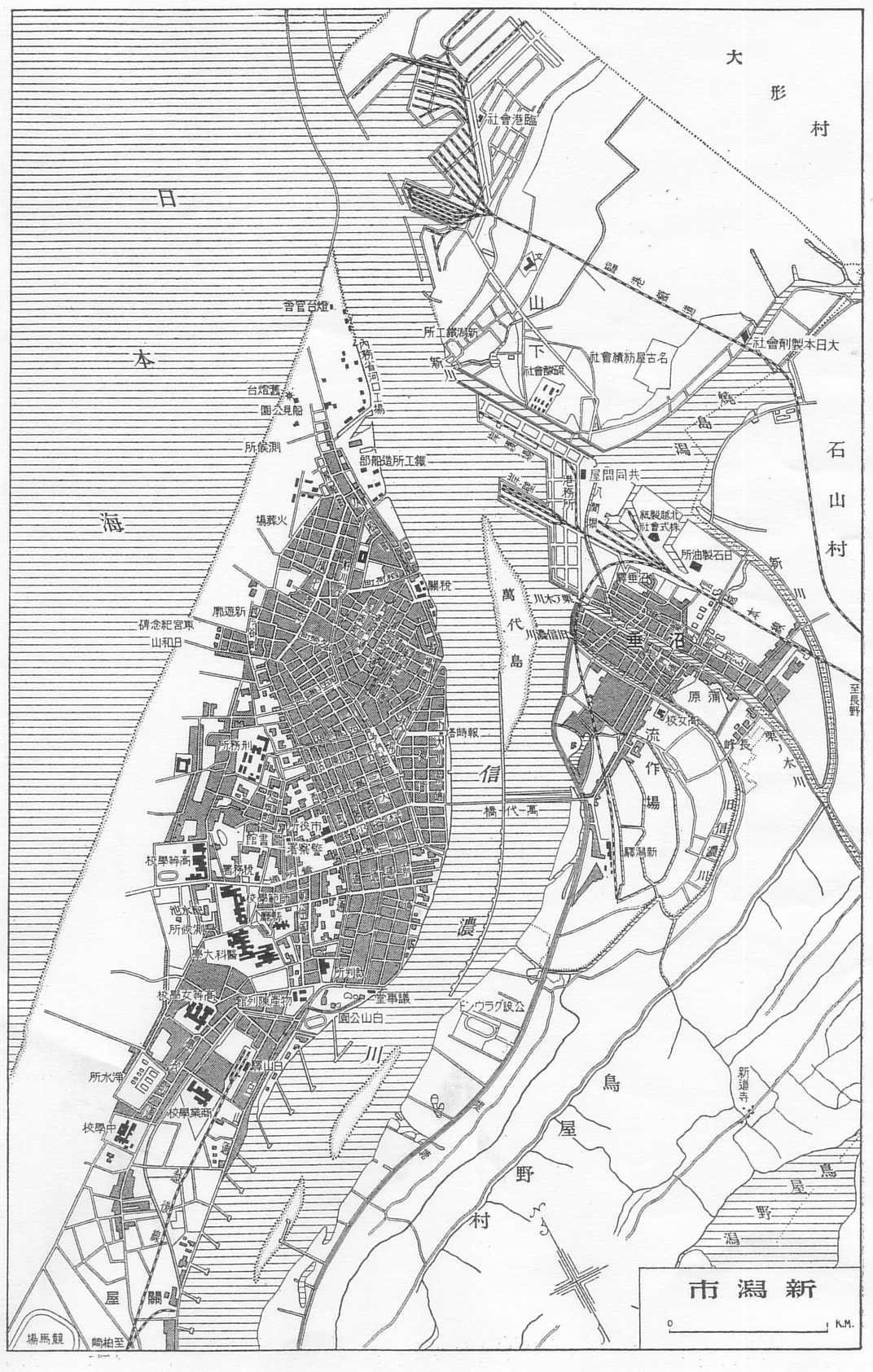
1930年頃の新潟市の地図。沼垂町が新潟市に編入合併してから約15年を経過した時点のもので、沼垂の市街地は信濃川右岸側に位置している。

1889年（明治22年）町制施行。1896年（明治29年）に新潟市との間に萬代橋が架橋された。
1897年（明治30年）北越鉄道（後の信越本線）の沼垂駅が開業し、終着駅となった。当初は新潟市内に最終駅を置く予定としていたが、信濃川を越えるための架橋が必要であり、当時の会社には困難であったため、終着駅は沼垂駅とした。駅の開業にあたっては対岸の新潟市側の反発が強く、鉄道爆破事件を起こすほどであった。爆破事件は1897年（明治30年）11月11日早朝3時に発生。沼垂町停車場構内の機関庫、貨物庫、新栗木川の鉄橋を爆破した。沼垂駅は1904年（明治37年）に鉄道が新潟駅まで延伸するまでの間、終着駅としての地位を保った。
明治以降も、沼垂町は前述の北越鉄道や新潟港の権益などをめぐり、新潟市と長らく対立を繰り返してきた。萬代橋の開通以降は双方の人的・物的交流が活発になり、相互間の生活圏は次第に一体化した。さらに1907年（明治40年）2月2日に沼垂町で大火が発生した際には、新潟市から萬代橋を経由して蒸気ポンプが消火応援に出動するなど、相互補完の関係も築かれた。翌1908年（明治41年）6月と12月に、新潟市長主催で新潟と沼垂の合同懇親会が行われたが、具体的な合併の話には至らなかった。1914年（大正3年）4月1日に新潟市に編入合併し、消滅。当時の面積は8.3km2。

### 行政区域の変遷
- 1876年（明治9年） - 長嶺新田が中沢新田と合併し長嶺新田となる。
- 1889年（明治22年）4月1日 - 町村制施行に伴い中蒲原郡沼垂町、蒲原村、流作場新田、長嶺新田が合併し、町制施行して沼垂町が発足。
- 1898年（明治31年）2月4日 - 中蒲原郡松島村の山ノ下新田を編入。
- 1914年（大正3年）4月1日 - 新潟市に編入され消滅[8]。

## 地域
沼垂町は、合併した村名を継承する以下の大字で構成される。
沼垂（ぬったり）
1889年（明治22年）まであった沼垂町の区域。
蒲原（かんばら）
1889年（明治22年）まであった蒲原村の区域。現在の新潟市中央区蒲原町。
長嶺（ながみね）
1889年（明治22年）まであった長嶺新田の区域。現在の新潟市中央区長嶺町。
流作場（りゅうさくば）
1889年（明治22年）まであった流作場新田の区域。
山ノ下（やまのした）
1898年（明治31年）まで松島村であった山ノ下新田の区域。

## 出身人物
- 小唄勝太郎
- 浅草〆香
- 石山寅吉（労農運動家、衆議院議員）